# Łąków
Łąków (niem. Hammerwiessen) – wieś w Polsce położona w województwie lubuskim, w powiecie sulęcińskim, w gminie Krzeszyce. 2,5 km na północny zachód od Rudnicy nad Lubniewką. Należy do sołectwa Rudnica.
W latach 1975–1998 miejscowość administracyjnie należała do województwa gorzowskiego.

## Historia
Przed wojną majątek ten należał do majora von Reitzensteina założony w wieku XIX. Przedwojenna nazwa Łąkowa to Hammerwiessen jednak przekształcono ją w Hammersche Busch.